# NGC 5577
NGC 5577 је спирална галаксија у сазвежђу Девица која се налази на NGC листи објеката дубоког неба.
Деклинација објекта је + 3° 26' 11" а ректасцензија 14h 21m 13,2s. Привидна величина (магнитуда) објекта NGC 5577 износи 12,6 а фотографска магнитуда 13,4. Налази се на удаљености од 22,500 милиона парсека од Сунца. NGC 5577 је још познат и под ознакама UGC 9187, MCG 1-37-9, CGCG 47-22, IRAS 14187+0339, PGC 51286.